# Ivan Paštrić
Ivan Paštrić (1636. – 1708.), hrvatski katolički svećenik, filolog, pjesnik, teolog, kulturni djelatnik, polihistor i teolog iz Splita.

## Životopis
Stariji brat svećenik Jeromin dovodi ga k sebi u Veneciju kako bi učio hebrejski jezik. Tamo ga je hebrejski podučavao njemački rabin. Sa 11 godina mletački su ga plemići, koji su upravljali Pobožnom kućom katekumena, poslali u Rim na daljnje školovanje i učenje hebrejskog i grčkog jezika. U Rimu je boravio u „Zavodu neofita” (1648.). U Rimu mu je predavao Giulio Bartolocci. Godine 1654. ulazi u Grčki zavod sv. Atanazija u Rimu, gdje je nastavio izučavati grčki jezik.
Studij teologije zaključio je 1658. obranom doktorske teze u crkvi Grčkog zavoda sv. Atanazija. Zaređen je za đakona 3. lipnja 1659., a kasnije i za svećenika. Odlučivši se za misionarski poziv stavlja se na raspolaganje Kongregaciji za širenje vjere. Kongregacija ga ipak zapošljava u svojim rimskim ustanovama. Od 1659. radi u tiskari Kongregacije za širenje vjere kao korektor latinskih, grčkih i hebrejskih tekstova. Početkom 1669. postao je ravnatelj kongregacijine tiskare.
Na sveučilištu Urbaniana bio je profesor polemičkog bogoslovlja (dogmatike) od 10. rujna 1669. Tamo ostaje do odlaska u mirovinu 1700. godine. Inocent XI. imenuje ga za apostolskog pisca hebrejskog jezika u Vatikanskoj apostolskoj biblioteci. Godine 1671. s Giovannijem Ciampinijem utemeljio je u Rimu Akademiju koncila, ustanovom koja se bavila proučavanjem bogoslovne misli. Paštrić je bio njezin doživotni ravnateljem.Od 1691. godine bio je član rimske akademije Arcadije.
Godine 1686., po nalogu Kongregacije za širenje vjere, redigirao je glagoljski časoslov, koji će izaći u Rimu 1688., a kasnije i glagoljski misal koji izlazi 1706. godine. Posljednje dvije godine života bio je predsjednik hrvatske Kongregacije sv. Jeronima u Rimu. Umro je 20. ožujka 1708. godine. U crkvi sv. Jeronima u Rimu postavljena je ploča njemu u čast.
Kad je 1700. godine nadbiskup Stjepan I. Cosmi osnovao sjemenište u Splitu, Paštrić je pomogao tu ustanovu tako što joj je darovao mnoštvo vrijednih knjiga (kao umirovljeni profesor Urbanianuma) Donacija je prema njegovoj želji bila namijenjena i sjemeništu i gradu Splitu. Jezgru knjižnice 1706. godine činilo je čak 568 knjiga iz njegove donacije, zbog čega je s razlogom nosila naziv "Paštrićeve knjižnice". Knjižnicu su obogaćivale i druge donacije, a osnivačevo je ime uvijek ostalo. Broj naslova porastao je 1757. na 927 svezaka, a krajem školske godine 1934./35. došla je do 31.000 svezaka. Zbirka se danas uvećala za još dvije trećine. Od izvornih Paštrićevih knjiga sačuvala se samo četvrtina, odnosno oko 150 – 200 svezaka. Danas je ova iznimnko vrijedna zbirka, Bibliotheca Pastritia, proglašena pokretnim spomenikom kulture. Godine 1703. je zabilježen kao član splitske Hrvatske (Ilirske) akademije.

## Počasti
- Ivan Golub, „Ivan Paštrić – Ioannes Pastritius Polihistor i teolog (1636. – 1708.)” (Zagreb, 1988.).[7]

### Članci
- Golub, Ivan. 1968. Ivan Paširić, bibličar Ioannes Pastricius (Paštrić), biblicista. Crkva u svijetu. Sveučilište u Splitu - Katolički bogoslovni fakultet. Split. 3 (6): 89–90
- Golub, Ivan. 1988. Život i djelo Ivana Paštrića. Crkva u svijetu. Sveučilište u Splitu - Katolički bogoslovni fakultet. Split. 23 (3): 219–228